# Weilong
Weilong (kinesiska: 围龙) är en köping i sydvästra Kina. Den ligger i stadsdistriktet Tongliang i storstadsområdet Chongqing, omkring 55 kilometer väster om det centrala stadsdistriktet Yuzhong. Antalet invånare är 14 690. Befolkningen består av 7 467 kvinnor och 7 223 män. Barn under 15 år utgör 17,0 %, vuxna 15-64 år 64 %, och äldre över 65 år 18,0 %.